# スーパーTC2000アルゼンチンおよびCODASUR選手権
スーパーTC2000アルゼンチンおよびCODASUR選手権（El Campeonato Argentino y CODASUR de SÚPER TC2000）とは、アルゼンチンで2012年から2022年初頭まで開催されていたシルエットタイプカーレースの選手権。

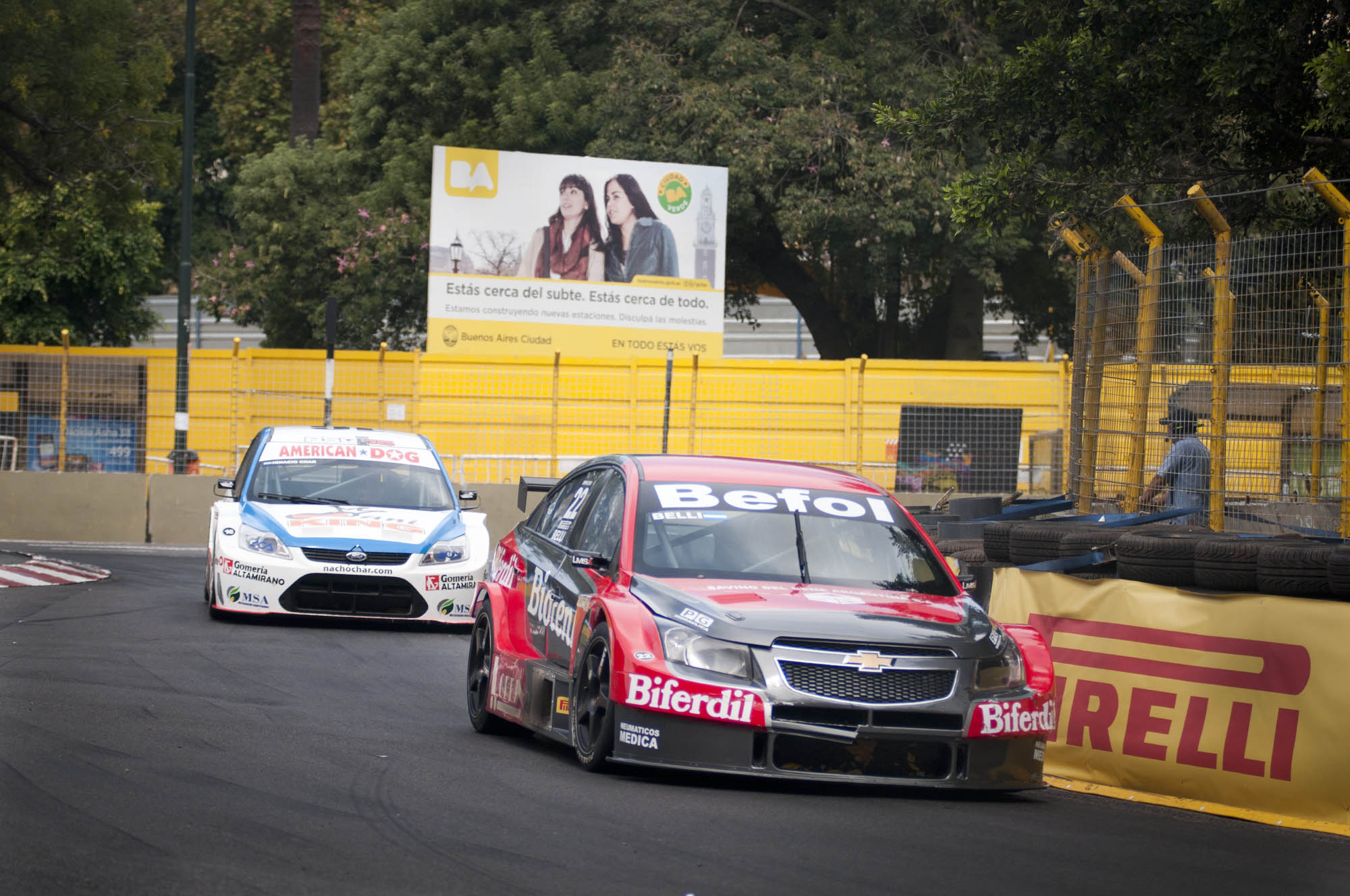
ブエノスアイレス市街戦（2013年）

## 概要
「南米で最も進んだモータースポーツ」を目指し、2012年にTC2000アルゼンチン選手権から発展して最高峰カテゴリとなった。
市販車の改造であるTC2000に対し、スーパーTC2000はレース専用に開発された共通の鋼管フレームと共通エンジンを用いる。そのため実態はシルエットタイプカーであるが、メディアではツーリングカーに分類されることが多い。
エンジンは発足当初は英国のラディカル社が供給する2.7リッターV8自然吸気（二輪車のスズキ・隼の1350cc直4エンジンを連結してV8化したもの、最大出力430hp/11000rpm）を用いていた。官能的なエキゾーストノートはファンからの熱い支持を集め、この新カテゴリの勃興に一役買ったが、信頼性不足に輸入障壁、スタッフ不足による不十分なカスタマーサービス、品質のバラつきなどの問題が続出。そのため2019年から、より低コストで信頼性に優れたフランスのオレカ社が供給する、2リッターの直4ターボ（最大380hp/6750rpm）に切り替わっている。車両総重量は1,100kg、最高速度は305km/hに達する。
タイヤはピレリ、ギアボックスはエクストラック製のパドルシフトの6速シーケンシャルシフトがワンメイク供給される。空力は各社ベース車両に合わせて微妙に異なっている程度で、大規模な開発は不可能となっている。
ストックカー・ブラジルとは南米の人気を二分する存在で、スタードライバーが相互にスポット参戦することが頻繁に行われている。最大の違いは駆動形式で、スーパーTC2000は前輪駆動、ブラジルは後輪駆動である。このためかブラジルに比べると、ホセ・マリア・ロペスやネストール・ジロラミ、エステバン・グエリエリなどのように、同じ前輪駆動の世界ツーリングカー選手権（WTCC）や世界ツーリングカーカップ（WTCR）で好成績を残しているドライバーが多い。なおアルゼンチンには『TOP RACE V6』という、やはり共通シャシー・エンジンを用いるビッグツーリングカーカテゴリもあるが、こちらは後輪駆動である。
2021年時点ではシボレー、フィアット、ルノー、トヨタ、シトロエン、ホンダが参戦している。過去にはプジョーもエントリーしていた。歴史的にシボレーのワンメイクレースであったストックカー・ブラジルに比べると、車種・メーカーのバラエティに富むのもこのレースの魅力である。
開催フォーマットは市街地やナイトレース、ジョーカーラップ付きのラリークロス用コース、タイヤ交換を伴う耐久レース、オーバルのインフィールドを利用した「ローバル」などこちらも多彩である。
2015年には英国『AUTOSPORT』誌が選ぶ、最も優れたレースカテゴリのツーリングカー部門において、NASCARやWTCCを差し置いて第2位に選ばれている。
2022年に、従来の規定で存続していたTC2000アルゼンチン選手権と統合し元の「TC2000」へと名称が戻った。